# Эстансия
Эстансия (исп. Estancia) — вид фермерского хозяйства в некоторых странах Латинской Америки. Значение этого слова может несколько различаться.
Так, в Аргентине, Боливии, Бразилии, Парагвае, Уругвае и Чили эстансией называют крупное сельскохозяйственное владение, в основном предназначенное для разведения крупного рогатого скота, овец и лошадей. Такие эстансии включают в себя жилые помещения, стойла, конюшни, силосные башни, погреба и прочие сопутствующие постройки. Этот вид хозяйств известен со времен основания Восточных миссий. Они сходны с такими понятиями, как асьенда, фазенда или ранчо.
В настоящее время во этих странах эстансии вносят свой вклад не только в сельское хозяйство, но и в туризм. Их посещение в туристических целях стало распространяться с 1970-х годов и сейчас многие эстансии предлагают посетителям размещение и различные виды досуга, например, охоту, рыбалку, конный спорт.
В Пуэрто-Рико в колониальные времена эстансиями назывались небольшие фермы, производящие фрукты, сахар, кофе и хлопок для местного потребления.